# Digama serratula
Digama serratula är en fjärilsart som beskrevs av Talbot 1932. Digama serratula ingår i släktet Digama och familjen björnspinnare. Inga underarter finns listade i Catalogue of Life.